# Telium

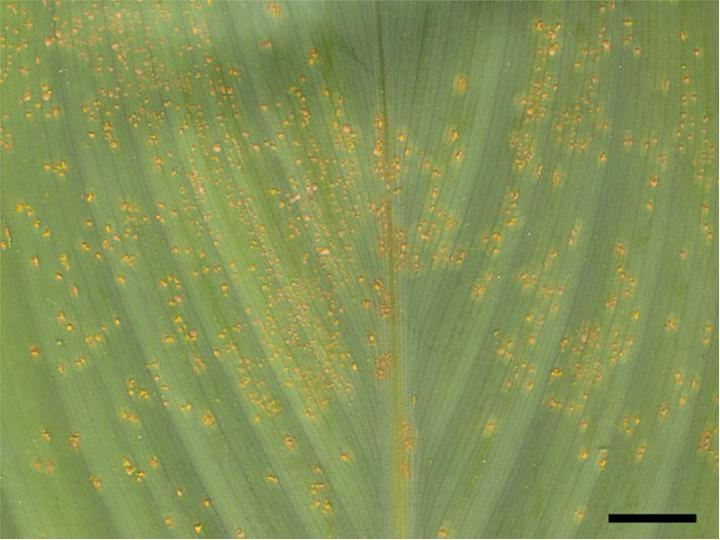
Telia na liściu Canna indica

Telium lub teleutosorus – (l. mn. telia) – wytwór grzybni, w którym wytwarzane są zarodniki zwane teliosporami (dawniej teleutosporami). Występuje u grzybów z rzędu rdzowców (Pucciniales) oraz głowniaków (Ustilaginomycetes). Telia i powstające w nich teliospory są teleomorfą, czyli stadium płciowym tych grzybów.
Telia wytwarzane są przez grzybnię dikariotyczną. Jeśli powstają na liściach, to na dolnej stronie ich blaszki liściowej. Mają barwę od pomarańczowej przez rudawą i brązową do niemal czarnej. U rdzy zbożowej (Puccinia graminis) telia powstają na źdźbłach i liściach zbóż zarażonych przez zarodniki zwane ecjosporami. Telium zbudowane jest z diploidalnych i dwujądrowych strzępek, przy czym jedno jądro jest (+), drugie (-). Telia wytwarzane są dopiero pod koniec okresu wegetacji zbóż, początkowo równocześnie z urediniami, potem już powstają wyłącznie telia. Wytwarzane w nich teliospory nie zakażają już roślin, ich zadaniem jest przetrwanie zimy.
Telia i teliospory stanowią teleomorfę u rdzowców. Na podstawie morfologii teliów i teliospor charakteryzuje się rodzaje tych grzybów.